# Comuna Dulîțke, Skvîra
Dulîțke (în ucraineană Дулицьке) este o comună în raionul Skvîra, regiunea Kiev, Ucraina, formată din satele Bezpecina și Dulîțke (reședința).

## Demografie
Componența lingvistică a comunei Dulîțke
     Ucraineană (98,52%)
     Rusă (1,4%)
Conform recensământului din 2001, majoritatea populației comunei Dulîțke era vorbitoare de ucraineană (98,52%), existând în minoritate și vorbitori de rusă (1,4%).